# Blepharita pavida
Blepharita pavida är en fjärilsart som beskrevs av Jean Baptiste Boisduval 1840. Blepharita pavida ingår i släktet Blepharita och familjen nattflyn. Inga underarter finns listade i Catalogue of Life.